# Las Tuzas, Zacatecas
Las Tuzas är en ort i Mexiko.   Den ligger i kommunen Nochistlán de Mejía och delstaten Zacatecas, i den centrala delen av landet, 400 km nordväst om huvudstaden Mexico City. Las Tuzas ligger 1 907 meter över havet och antalet invånare är 118.
Terrängen runt Las Tuzas är kuperad. Runt Las Tuzas är det ganska glesbefolkat, med 27 invånare per kvadratkilometer. Närmaste större samhälle är Nochistlán, 2,8 km sydost om Las Tuzas. I omgivningarna runt Las Tuzas växer huvudsakligen savannskog.